# بيدرو تيران
بيدرو تيران (بالإسبانية: Pedro Terán)‏ هو لاعب كرة قدم مكسيكي في مركز الدفاع، ولد في 20 يوليو 1996 في سالتيو في المكسيك. لعب مع نادي أطلس.

## وصلات خارجية
- بيدرو تيران على موقع قاعدة بيانات كرة القدم.إي يو (الإنجليزية)
- بيدرو تيران على موقع Soccerway.com (الإنجليزية)